# Édouard Brissaud

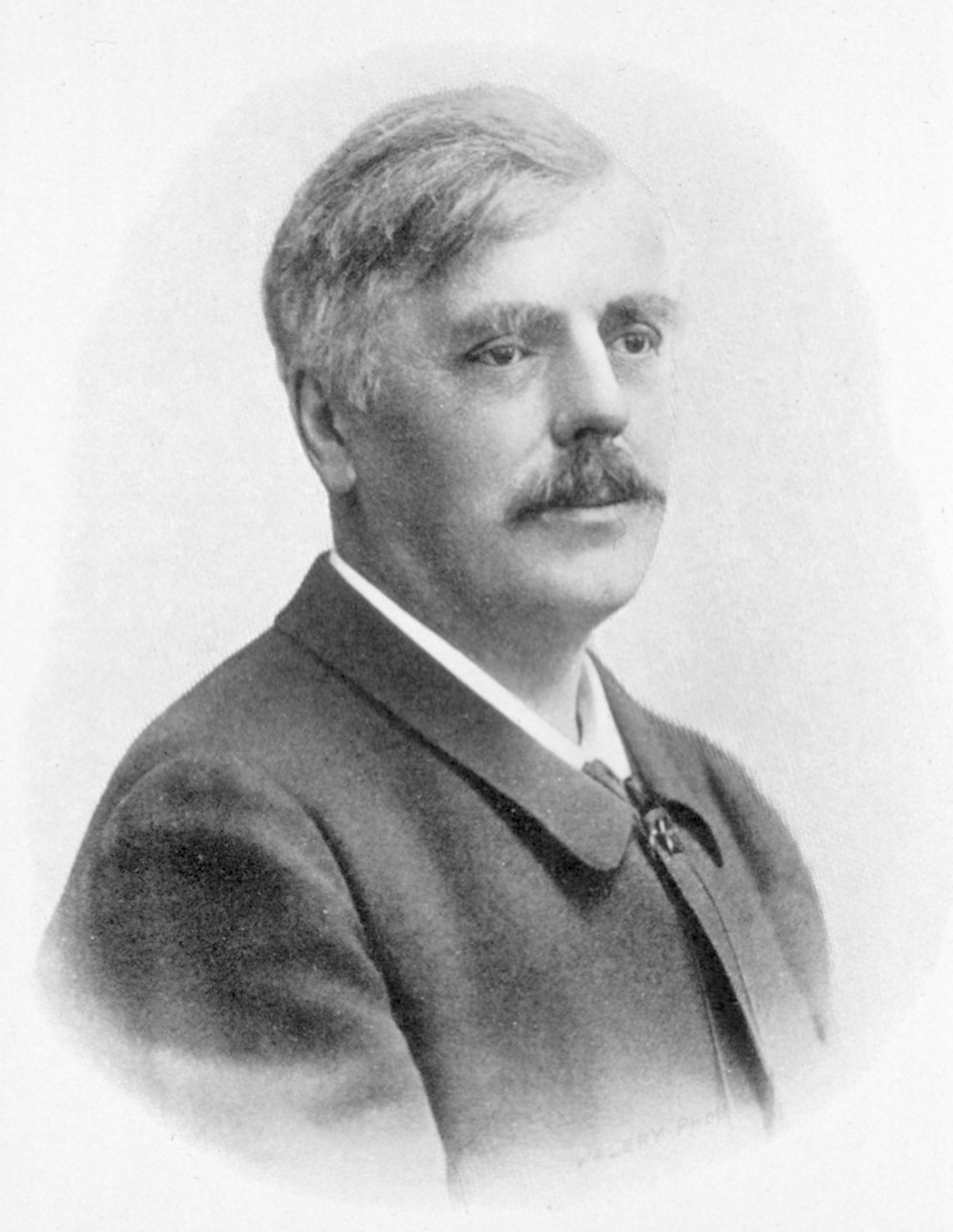
Édouard Brissaud

Édouard Brissaud (* 15. April 1852 in Besançon; † 20. Dezember 1909) war ein französischer Pathologe.
Brissaud wurde 1899 Professor für Medizingeschichte und 1900 Professor für Innere Medizin.

## Werke
- Histoire des expressions populaires relatives à la physiologie et à la médecine. Paris 1888; 2. Aufl. 1892.
- Anatomie de cerveau de l’homme; morphologie des hémisphères cérébraux, ou cerveau proprement dit. Paris: Masson, 1893.
- L’hygiène des astmathiques. Paris 1896.
- Leçons sur les maladies nerveuses. (Hôpital St.-Antoine, 1895–1896). Paris, 1899.